# Fuldaer Stanz- und Emaillierwerke F. C. Bellinger
Die Fuldaer Stanz- und Emaillierwerke F. C. Bellinger, nach der Umwandlung in eine Aktiengesellschaft 1921 Emaillierwerk AG, war ein deutsches Unternehmen in der hessischen Stadt Fulda. Das Unternehmen wurde 1867 gegründet und entwickelte sich zu einem weltweit exportierenden Hersteller von emaillierten Töpfen und Schüsseln mit bis zu 1.200 Beschäftigten. Das Aufkommen von Gebrauchsgegenständen aus Kunststoff führte dazu, dass der Betrieb 1969 stillgelegt wurde.
Die Fassade der ehemaligen Fabrikgebäude steht unter Denkmalschutz und wurde in den Neubau des Einkaufszentrums Emaillierwerk integriert.

## Geschichte

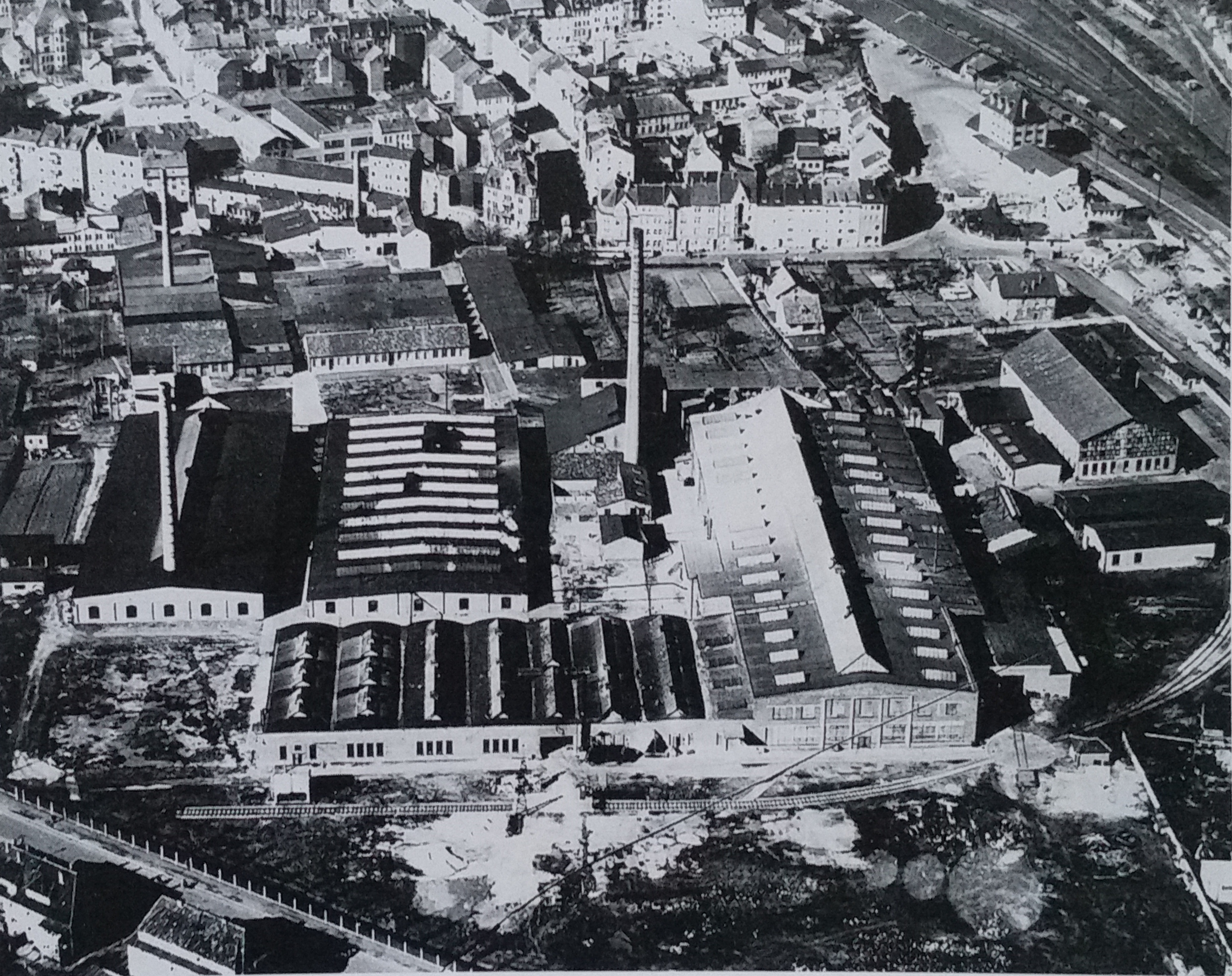
Schrägluftbild des Emaillierwerks, um 1950

Als Gründungstag des Unternehmens gilt der 9. Juli 1867, als Franz Carl Bellinger von seiner Mutter den seit 1836 bestehenden Familienbetrieb übernahm. Das Unternehmen, ursprünglich eine Klempnerwerkstatt, produzierte Haushaltswaren aus Messing, Zinn und Eisenblech. Die Technik des Emaillierens brachte wirtschaftlichen Erfolg, und das nun unter der Firma Fuldaer Stanz- und Emaillierwerke F. C. Bellinger geführte Unternehmen wurde schnell größer.
Für das Jahr 1900 werden „etwa 600“ Mitarbeiter genannt. Im Jahr 1914 war das Unternehmen mit über 1000 Arbeitern der größte Betrieb in Fulda. Während des Ersten Weltkriegs wurde die Produktion auf Stahlhelme umgestellt (versehen mit dem Kürzel B. F. für Bellinger Fulda). Nach der Umwandlung in eine Aktiengesellschaft zum 1. Juli 1921 trat der Sohn von Franz Carl Bellinger, Ludwig Bellinger, dem nun die Firma Emaillierwerk AG führenden Unternehmen als technischer Direktor und Vorstandsmitglied bei.
Während des Zweiten Weltkriegs produzierte die Emaillierwerk AG erneut Stahlhelme (nun mit dem Kürzel EF für Emaillierwerk Fulda). Zwischen Juni 1942 und 31. März 1945 unterhielt die Emaillierwerk AG auf ihrem Werksgelände ein Lager für bis zu 130 Zwangsarbeiter. Ab Juli 1944 war die Stadt Fulda wiederholt Ziel alliierter Bombenangriffe. Bei einem Angriff am 11. September 1944 erlitt das Emaillierwerk starke Schäden.
Ein Beitrag der Serie Welt im Film vom 3. Juni 1946 zeigt unter dem Titel „Küchengeräte aus Stahlhelmen“, wie im Emaillierwerk in Fulda von etwa 500 Arbeitern aus alten Stahlhelmen Küchengeräte wie Siebe, Töpfe, Pfannen und Schüsseln gefertigt wurden.
Das Aufkommen von Haushaltsgegenständen aus Kunststoff belastete das Unternehmen zunehmend. 1964 wechselte das Unternehmen den Eigentümer, doch wirtschaftlicher Erfolg blieb aus, und 1969 wurden die Geschäfte eingestellt.